# رسم خرائط العالم
رسم خرائط العالم (بالفرنسية: Le Dessous des cartes) هو برنامج فرنسي يشرح السياقات الجيوسياسية باستخدام الخرائط كدعم مرئي. أُنتج في عام 1990 من قبل عالم السياسة جان كريستوف فيكتور [الإنجليزية] والذي استضافه حتى وفاته في عام 2016. ثم أُعيد بث البرنامج بعد توقفه في سبتمبر 2017 مع إيميلي أوبري كمضيف واستمر بثه أسبوعياً على القناة الفرنسية الألمانية أرتيو.

## ملامح البرنامج
بُث البرنامج لأول مرة من عام 1990 إلى عام 1992 علي الشبكة السابعة الفرنسية [الإنجليزية]، وكان يعرض على الهواء منذ عام 1992 على القناة الفرنسية الألمانية أرتيو كل يوم سبت في الساعة 20:00 (بالتوقيت المحلي لباريس، UTC + 1) ويعاد بثه عدة مرات في الأسبوع. ولم يتغير شكل العرض كثيرًا منذ الحلقة الأولى. ومع ذلك، فقد زاد طول الحلقة من 7 إلى 11 دقيقة. تُخلي عن الانتقال من 11 إلى 26 دقيقة التي أشار إليها جان كريستوف فيكتور في عام 2002.

## هيكل البرنامج
بشكل عام، يعمل البرنامج على النحو التالي:
- تصنيف نوعي.
- مقدمة: فيها يقدم المقدم موضوع العرض على خلفية محايدة.
- التطوير: يضم الخرائط والرسوم المتحركة وأحيانًا الصور أثناء حديث مقدم العرض.
- الخلاصة: يختتم المقدم البرنامج من وجهة نظر محايدة.
- ببليوغرافيا: الكتب التي استخدمت كمصادر و / أو قد تمنح المشاهد مزيدًا من الرؤى في الموضوع.
- نهاية الاعتمادات.

## طرق الخرائط والتصوير
تستند الخرائط الطبوغرافية لمسح رسامي خرائط اوكسفورد الذخائر. أكثر إسقاطات الخرائط شيوعًا هو إسقاط إيكيرت (الإسقاط الأسطواني الزائف). يستخدم العرض أيضًا صور الأقمار الصناعية من جوجل إيرث وكان أول استخدام له في الحلقة المسماة: «نيجيريا دولة فقيرة غنية».

## دورة إنتاج البرنامج
تنتج «مختبرات الدراسات السياسية والتحليلات لرسم الخرائط» (LEPAC) حوالي أربعين حلقة في السنة لقناة أرتيو. تُحدد الموضوعات الخاصة بمعظم الحلقات قبل عام لإتاحة الوقت للإنتاج. يسمح هذا التأخير في اختيار الموضوعات بإدراك عميق للموضوع المختار. ومع ذلك، في بعض الأحيان، يرتبط موضوع الحلقة ارتباطًا وثيقًا بالأحداث الجارية. على سبيل المثال: بثت حلقة «تسونامي، ظاهرة طبيعية» بعد ثلاثة أشهر فقط من الأحداث في جنوب شرق آسيا.

## مواضيع العرض
في الفترة ما بين (مارس 2001 إلى مايو 2008) من بين 300 حلقة: 210 (70٪) منه تتبع نهجًا جغرافيًا و 84 (28٪) لها نهج موضوعي. تبقى 6 قضايا غير قابلة للتصنيف: الاستبطان (على سبيل المثال: «الجانب الثاني من طريقة البطاقات») أو الحالمون (على سبيل المثال: «رحلة مع كورتو المالطي، تركيا إلى سمرقند»). من أبرز المعلومات الجغرافية التي لاقت قبولًا:
- أفريقيا (29)
- أمريكا اللاتينية (21)
- واسب (12)
- أوروبا (53)
- القطبيي الشمالى والجنوبي (11)
- آسيا الوسطى (10)
- شرق آسيا (35)
- الشرق الأوسط (36)
- أوقيانوسيا (1)

للطرفة: حلقة 29 مارس 2000، الأسبوع الأول من أبريل، هو محاكاة ساخرة للبرنامج نفسه. قدم الفريق المنتج للعرض ما يمكن أن يكون حلقة 1 أبريل 3000 من خلال تقديم نظرة بأثر رجعي للألف سنة الماضية.

## طرق وأهداف البرنامج
في حلقة خاصة بمناسبة عيد الميلاد العاشر بعنوان «طريقة النصف الأسفل»، حددت أهداف العرض:
- تفسح المجال للجغرافيا.
- أعط معنى من خلال التاريخ.
- عبر التخصصات.
- كل شئ متصل.
- تجنب التعصب العرقي.
- تجربة دراسات علم المستقبل.
- أخذ موقف من أي شيء.

الهدف الرئيسي المتكرر من العرض هو «الفهم بدلاً من الإعلام».

## الاتجاهات
المواقف الرئيسية للبرنامج والجهات الراعية له هي: لصالح حقوق الإنسان والتنمية المستدامة وتاريخ دولة فلسطين ومقاومة مفاهيم التطهير العرقي ونظرية الحرب العادلة وصدام الحضارات (كمثال مقترح صامويل هنتنجتون).

## الجوائز
- جائزة الموسوعة العالمية عام 1995.
- الجائزة الكبرى للفيديو 1996 عام 1996 لأكاديمية تشارلز كروس [الإنجليزية].
- الكليو للصورة عام 1997.

## المنشورات

### الكتب
- جان كريستوف فيكتور، وفرانك تيتارت، وفيرجينى رايسون، لو ديسوس دي كارت: أطلس جيوسياسي، خريطة فريدريك ليرنو، أد. آرتي وتالاندير، 2005، ((ردمك 2847342346)).
- جان كريستوف فيكتور وفرانك تيتارت وفيرجينى رايسون - المجلد 2، أطلس العالم المتغير، خريطة ليرنو فريدريك، محرر. آرتي وتالاندير، 2007، ((ردمك 2847344667)).
- جان كريستوف فيكتور وفرانك تيتارت وفيرجينى رايسون في مجلدين: أطلس جيوسياسي؛ أطلس العالم المتغير، خريطة فريدريك ليرنو، أد. آرتي وتالاندير، 2008 ((ردمك 284734540X))

### الأقراص المدمجة
في كل موسم دراسي، ينشر أرتيوفيديو وLEPAC قرص مدمجا (DVD). يشتمل قرص DVD على 12 إلى 20 حلقة من العرض تتعلق بموضوع ما. أقراص DVD التي أصدارها حتى الآن:
- أمريكا اللاتينية أمريكا الأخرى.
- أفريقيا.
- وحدة الصين.
- الولايات المتحدة، جغرافيا إمبريالية.
- ما بين جيوسياسية والدين.
- أوروبا كنموذج جيوسياسي.
- أوروبا كبديل.
- عوالم قطبية.
- الشرق الأوسط المحور الجيوسياسي.
- الكوكب في راحة.

### الكتب المدرسية
- النصف الأسفل من البطاقات الطرفية: مساحة العالم.
- النصف الأسفل من البطاقات الأولية: أوروبا وفرنسا.
- النصف الأسفل من البطاقات الثانية: يستعمر الرجال الأرض ويطورونها.
- النصف الأسفل من البطاقات الثالثة: عالم اليوم.

## روابط خارجية
- الموقع الرسمى باللغة الإنجليزية
- الموقع الرسمى باللغة الفرنسية
- الموقع الرسمى باللغة الألمانية
- الجانب السفلي من البطاقات  في قاعدة بيانات الأفلام على الإنترنت (بالإنجليزية)
- أرتيو فيديو عند الطلب (artevod.com) نسخة محفوظة 11 فبراير 2011 على موقع واي باك مشين.
- مركز ليباك للدراسات السياسية وتحليل الخرائط - مؤلف النص